# Jacopo Bedi
Jacopo Bedi noto anche come Giacomo di Bedo di Benedetto (Gubbio, ... – ...; fl. 1432-1458) è stato un pittore italiano.

## Biografia

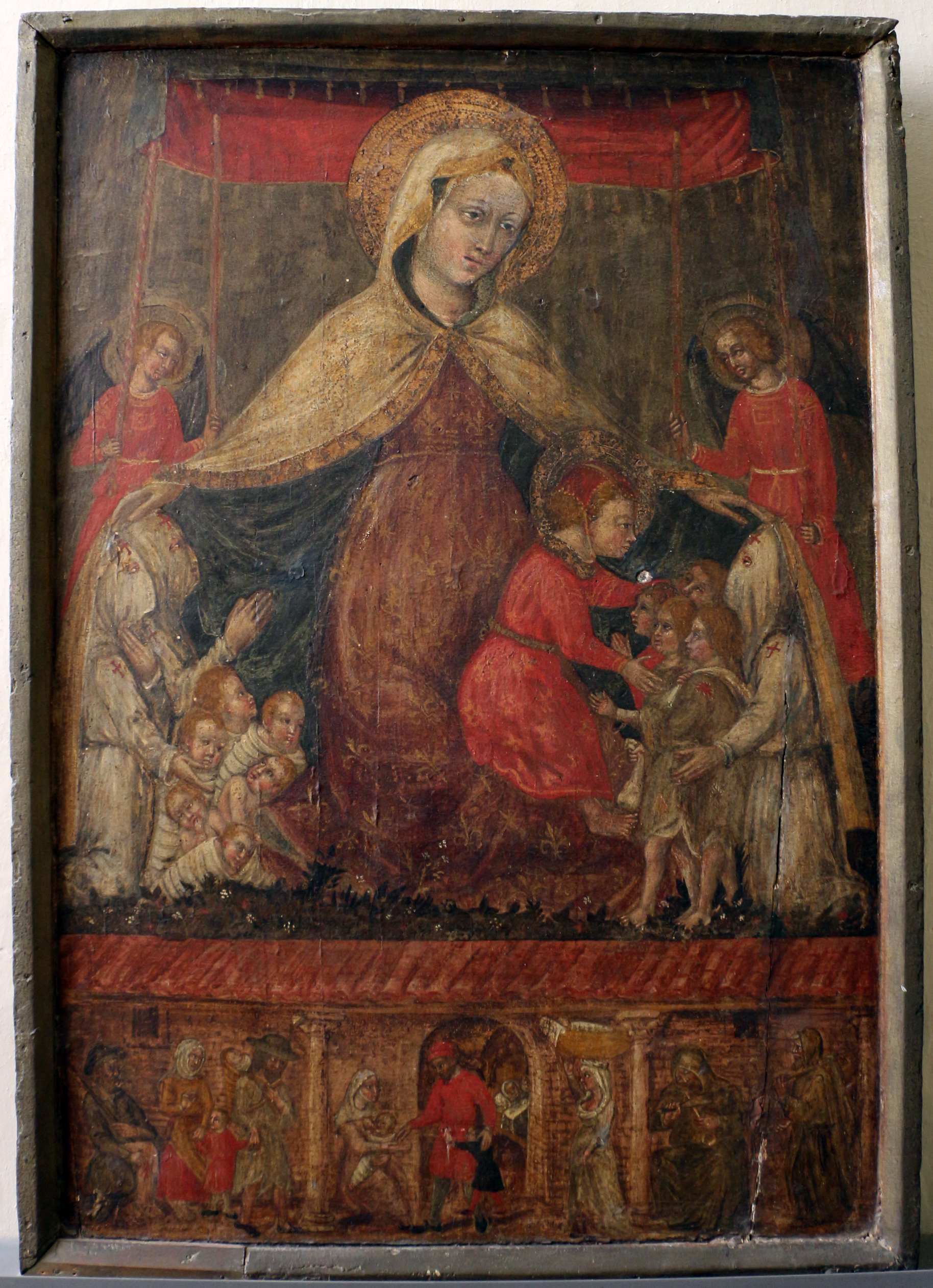
Jacopo Bedi (attr.), Madonna della Misericordia, 1450 circa

Nacque a Gubbio ed e ritenuto un allievo di Ottaviano Nelli. Esiste un'opera da lui firmata, nel 1458, negli affreschi raffiguranti la Vita di San Sebastiano nella Cappella Panfili nel cimitero di San Secondo a Gubbio.